# ミリアム・オット
ミリアム・オット（Mirjam Ott、1972年1月27日 - ）は、スイスの女子カーリング選手およびコーチ。名スキップとして知られ、2002年のソルトレイクシティオリンピック、2006年のトリノオリンピック銀メダリスト。2012年世界選手権優勝。スイス南東部グラウビュンデン州のフリムスにあるカーリングクラブ、「チーム・フリムス」(TeamFlims) でプレーした。2014年、現役選手を引退してコーチとなった。

## 人物・来歴・エピソード等
ベルンに生まれ、10歳でカーリングをはじめた。国際的な大試合のデビューは1996年にコペンハーゲンで開催されたヨーロッパ選手権で、初の大舞台でいきなりの優勝を果たした。2001年のヨーロッパ選手権（フィンランド、ヴィエルメキ）ではサードとして出場し、3位。2002年ソルトレークシティオリンピックではスキップのルツィア・エプネーター率いるチームでサードを務め、銀メダルに輝いた。
2004年ヨーロッパ選手権（ブルガリア、ソフィア）、2005年ヨーロッパ選手権（ドイツ、ガルミッシュ＝パルテンキルヒェン）、2006年トリノオリンピックではスキップとしてスイスチームを2位に導いたが、いずれも決勝で、アネッテ・ノルベリ率いるスウェーデンの前に苦杯を舐めている。オットはこれまでにオリンピックで銀メダル2個を獲得しているが、女子カーリング史上でオリンピックのメダルを2個以上獲得した選手は、2006年時点でスイス国内ではオットただ一人である。このほか、スイス国内チャンピオンにも二度（1997年、2004年）輝いている。
2010年のバンクーバーオリンピックでも再びスキップとして出場。前回のトリノ大会では決勝のラストストーンでスウェーデンのノルベリにダブルテイクアウトを決められて惜しくも破れ、表彰式では涙を流したオットは三度目の正直で金メダルを狙った。予選リーグでは最初の3試合でカナダ・スウェーデン・中国といういずれも金メダル候補に挙げられる強豪に3連敗を喫したが、その後は地力を発揮して6連勝で予選リーグ突破を果たした。特に7戦目の日本戦は共に3勝3敗で迎え、準決勝進出のためにはお互い負けられない状況であったが、スキのないショットを立て続けに決めて日本のミスを誘って徐々に点差を広げ、最後は10-4でコンシード勝ち。この大会でカーリング競技への注目度が急激に高まっていた日本のファンにもその実力を知らしめた。NHKのテレビ中継で実況放送の解説を務めていた小林宏にも「（日本側が）完璧に決めないと許してくれない（得点させてもらえない）」と言わしめた。迎えた準決勝では予選リーグの初戦で敗れた開催国のカナダと再び激突。完全アウェーの状況で序盤はカナダが有利に試合を進めるも徐々にスイスもカナダに迫り、第9エンドを終えた時点で6-4、しかも第10エンドはスイスのラストストーンという逆転勝利の可能性もある状態であった。第6投が終わった時点でハウスの前方をカナダのガードストーンが道を塞いでいたが、第7投目でオットがカナダのガードの間のわずかな隙にスウィーピングなしでストーンを通してハウス中央付近のカナダストーンを弾いて形勢逆転、解説の小林宏が思わず英語で"This is curling!"と絶叫するほどのスーパーショットを決めた。同点はおろか逆転負けの可能性さえ出てきたカナダはスキップのシェリル・バーナードがなんとかハウス中央付近にあった2つのスイスストーンのうちの1つをテイクアウトして逆転負けの可能性はなくなったが、それでもオットの実力を考えればスイスが2点をとって同点になることは確実とカナダ選手も地元カナダの観客もエキストラエンド（延長戦）突入を覚悟した。しかしオットの投じたラストストーンはほんの僅かにコースがずれ、カナダのストーンをはじき出したものの、そのままハウス内に留まる予定だった自らのストーンもロールアウト。結局1点とどかずにカナダに敗れた。3位決定戦の中国戦では前日の敗戦で力を使い切ったのか、序盤から中国の得点を許して大量失点、8エンド終了時点でコンシードして3大会連続のメダル獲得はならなかった。
2014年のソチオリンピックでもスキップとして出場し、2大会ぶりのメダル獲得を目指した。予選リーグでは、リード・セカンドが固定できず苦戦を強いられたことに加え、オット自身もショットが安定せず格下の日本に敗れるなど安定さを欠く場面もあった。決勝トーナメント準決勝で予選リーグ2位通過のスウェーデンと戦い5-7で敗れ、3位決定戦のイギリス戦に歩を進めることになった。
3位決定戦では序盤から立て続けにダブルテイクアウトショットを決めるなどオットのショットが冴え、試合の前半は有利に試合を展開していった。しかしオットを含めスイスに些細なミスが出始め、その隙にイギリスが調子を取り戻し形勢が逆転。終盤はスイスも必死の追い上げを見せるも、調子づいたイギリスを止めることまではできず、5-6でイギリスに敗北を喫し2大会連続でメダルを逃した。10エンド目、敗戦を予期し肩を落とす同チーム、サードのカルメン・シェーファー（彼女は2010年のバンクーバーオリンピックでもサードを務めていた）を気遣い声をかけるなど優しい一面も覗かせた。
オットは経営学を専攻しており、2003年8月にはチームメイトのビニア・ベーリとともにイベント代理店（Beeli & Ott Marketing Event）を開業している。

## 主な戦績
- 1996年 - ヨーロッパ選手権コペンハーゲン大会優勝（スキップ）
- 1997年 - 世界選手権ベルン大会8位（スキップ）
- 2001年 - ヨーロッパ選手権ヴィエルメキ大会3位（サード）
- 2002年 - ソルトレイクシティオリンピック銀メダル（サード）
- 2004年 - ヨーロッパ選手権ソフィア大会2位（スキップ）
- 2005年 - ヨーロッパ選手権ガルミッシュ＝パルテンキルヒェン大会2位（スキップ）、世界選手権ペイズリー大会8位（スキップ）
- 2006年 - トリノオリンピック銀メダル（スキップ）
- 2010年 - バンクーバーオリンピック4位（スキップ）
- 2014年 - ソチオリンピック4位（スキップ）

### ワールドカーリングツアー

#### グランドスラム
ワールドカーリングツアーにおける最高峰の大会シリーズであるグランドスラムの成績。
| 略語の説明 | 略語の説明         |
| ---------- | ------------------ |
| C          | 優勝               |
| F          | 準優勝             |
| SF         | ベスト4            |
| QF         | ベスト6・ベスト8   |
| R16        | ベスト16           |
| Q          | 予選敗退           |
| T2         | ティア2（2部）出場 |
| DNP        | 大会不参加         |
| N/A        | 開催せず           |

| 大会 / シーズン    | 10–11 | 11–12 | 12–13 | 13–14 |
| ------------------ | ----- | ----- | ----- | ----- |
| マスターズ         | N/A   | N/A   | Q     | SF    |
| プレーヤーズ選手権 | Q     | DNP   | Q     | DNP   |

#### 旧グランドスラム
| 大会 / シーズン    | 07–08 | 08–09 | 09–10 | 10–11 | 11–12 | 12–13 | 13–14 |
| ------------------ | ----- | ----- | ----- | ----- | ----- | ----- | ----- |
| オータムゴールド   | SF    | DNP   | Q     | DNP   | DNP   | DNP   | DNP   |
| コロニアルスクエア | N/A   | N/A   | N/A   | N/A   | N/A   | Q     | DNP   |